# Testudo horsfieldii
Agrionemys horsfieldii là một loài rùa trong họ Testudinidae. Loài này được Gray mô tả khoa học đầu tiên năm 1844.

## Hình ảnh

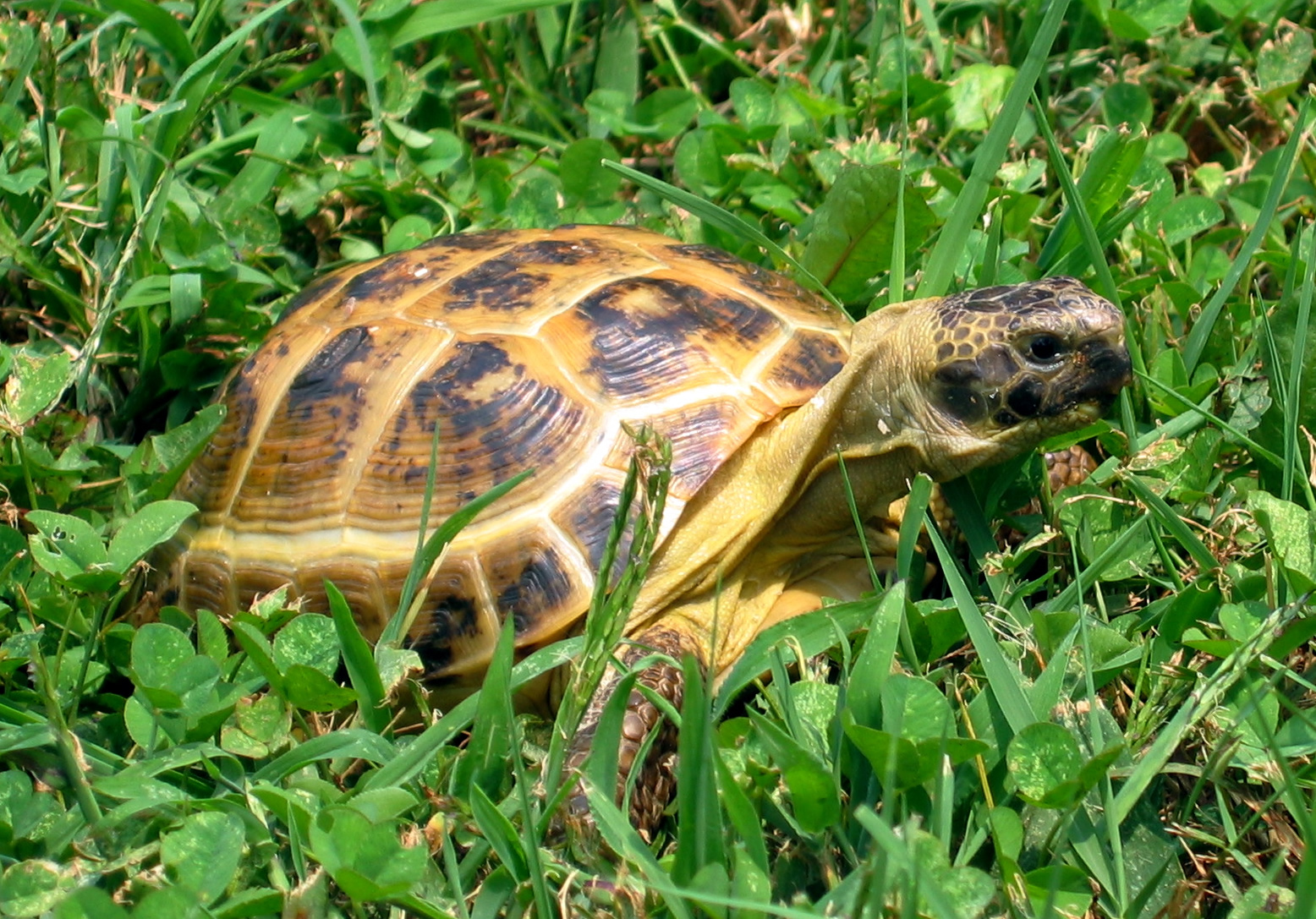
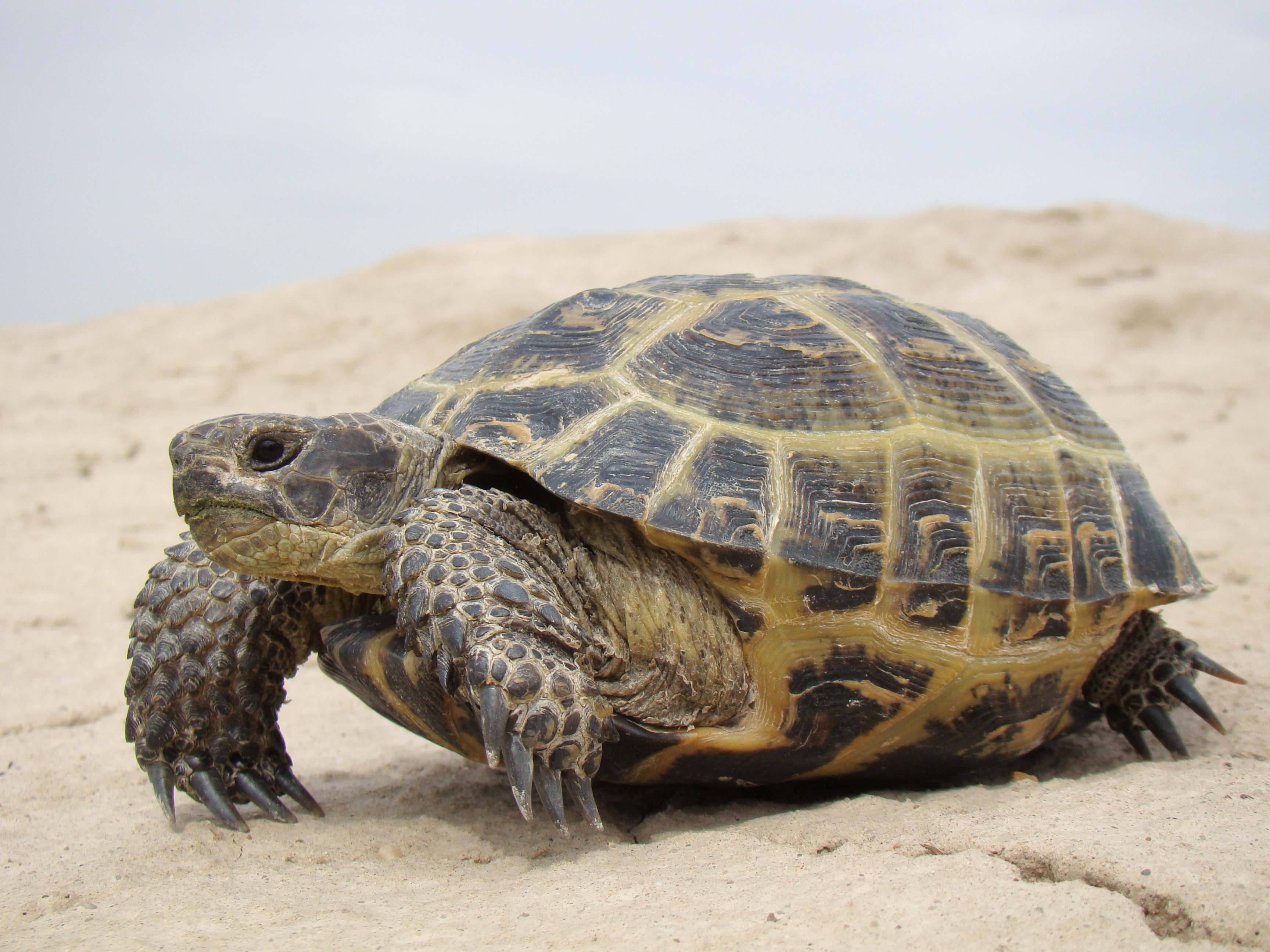
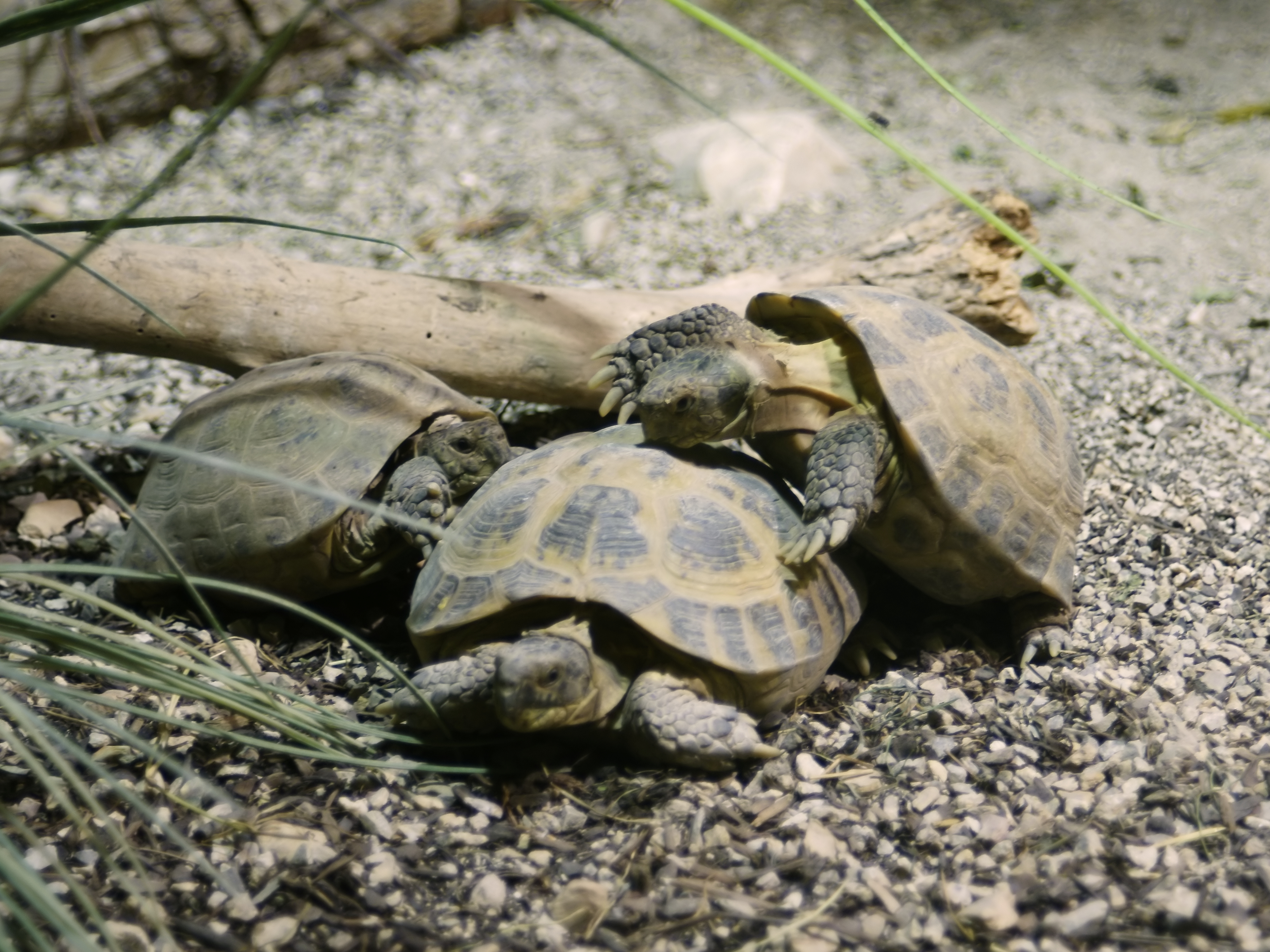
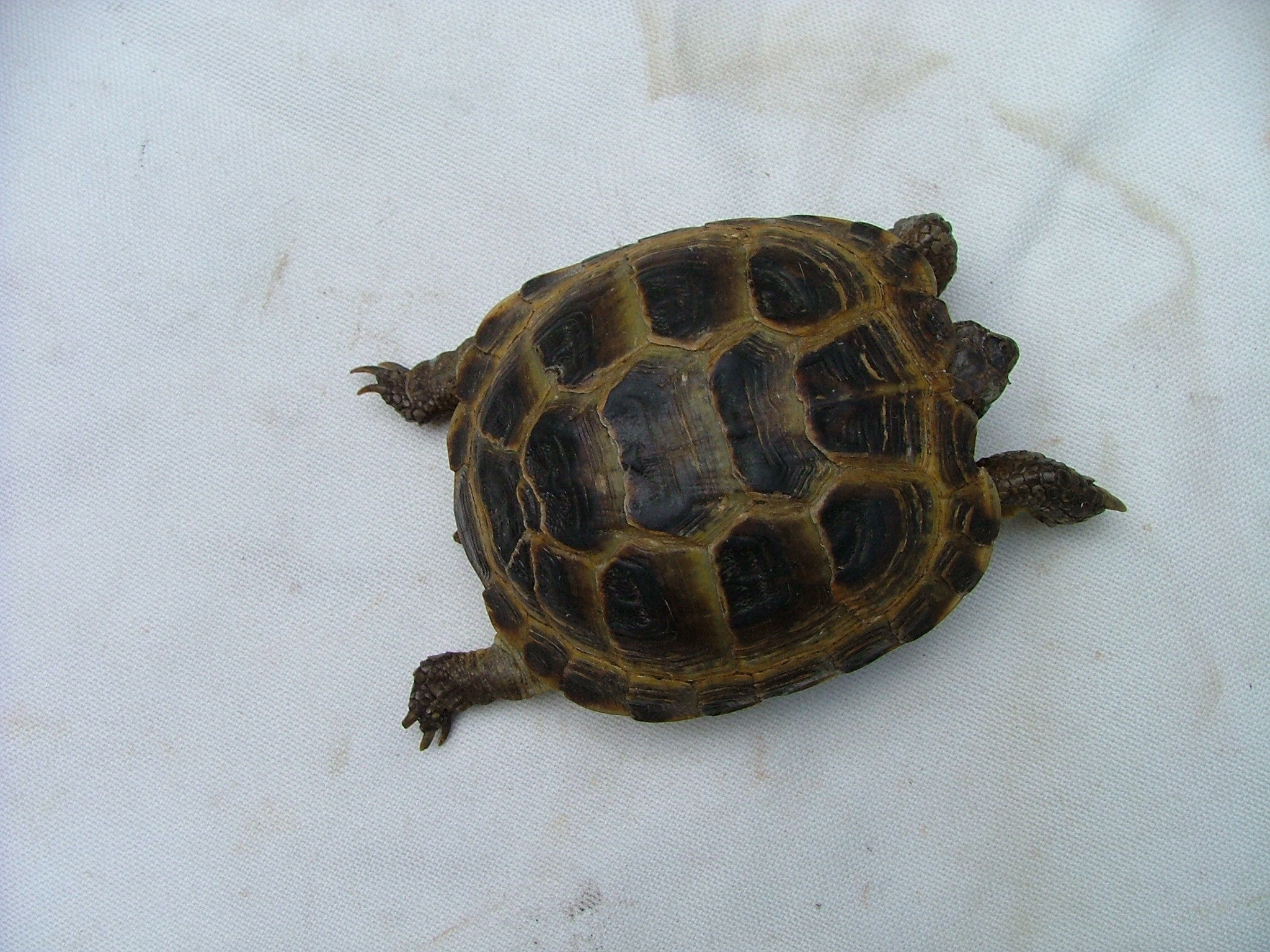
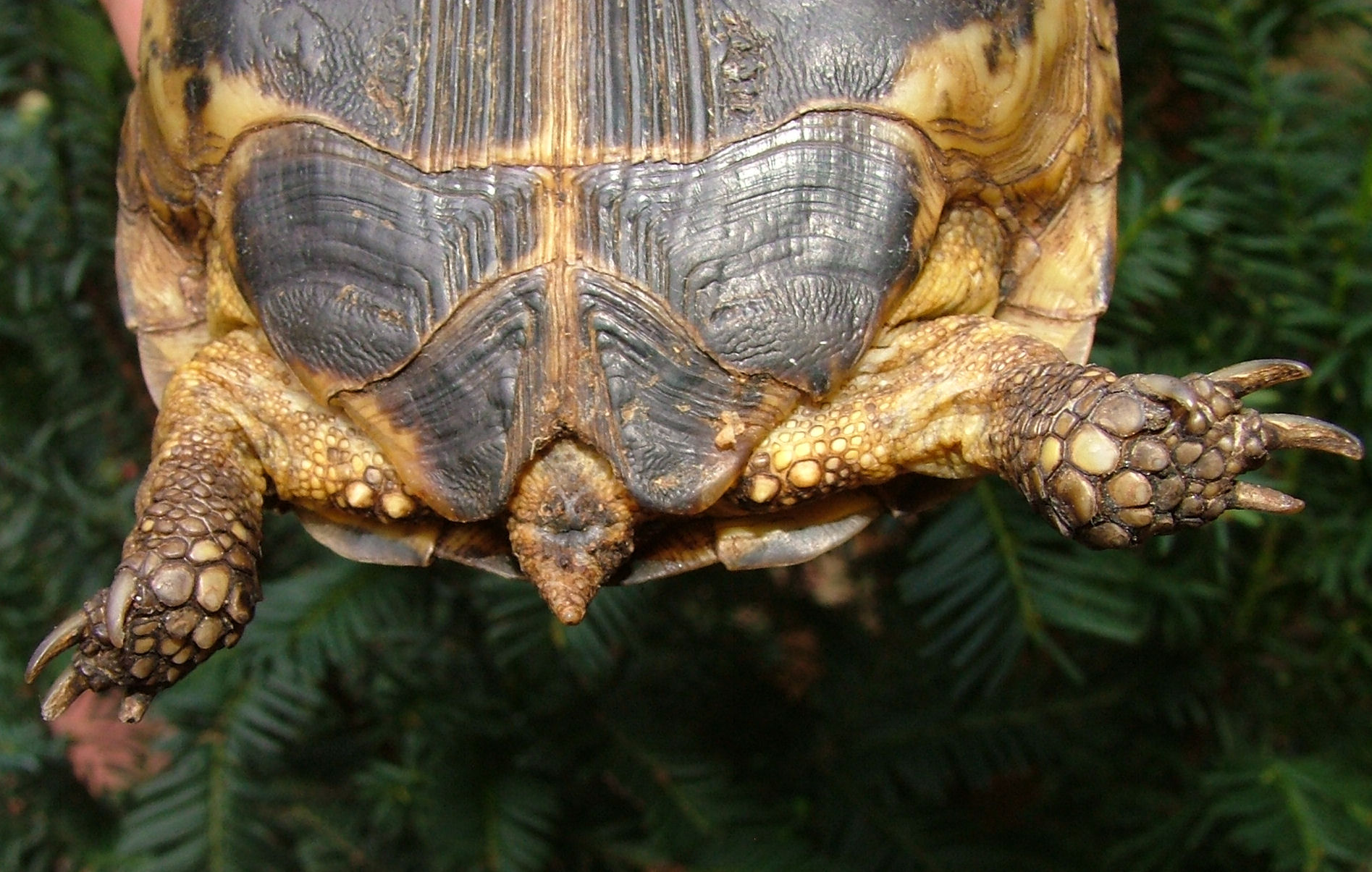
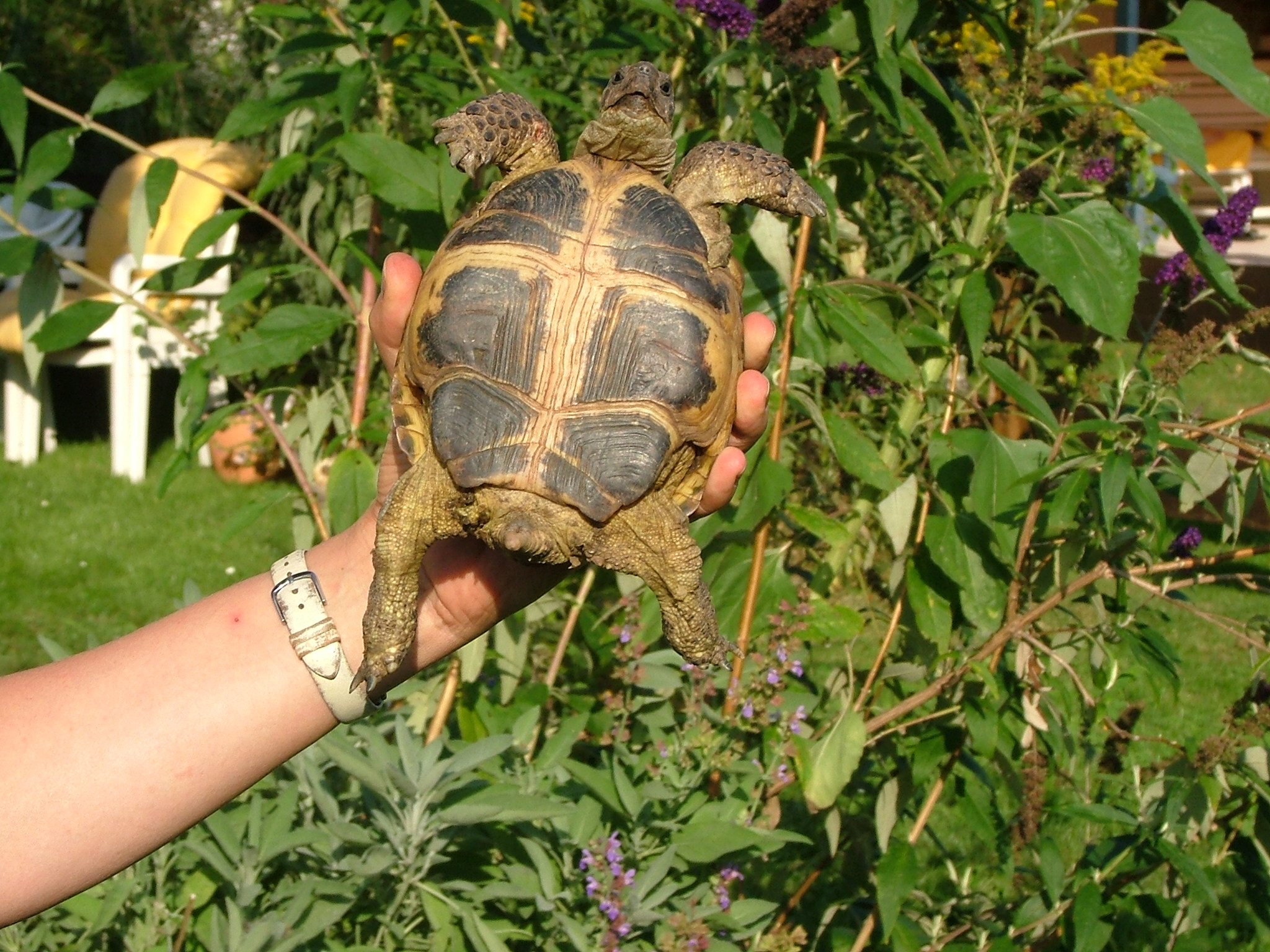